# Scanno
Scanno é uma comuna italiana da região dos Abruzos, província de Áquila, com cerca de 2 136 habitantes. Estende-se por uma área de 134 km², tendo uma densidade populacional de 16 hab/km². Faz fronteira com Anversa degli Abruzzi, Barrea, Bisegna, Bugnara, Civitella Alfedena, Introdacqua, Opi, Pescasseroli, Pettorano sul Gizio, Rivisondoli, Rocca Pia, Villalago, Villetta Barrea.

## Demografia
| Variação demográfica do município entre 1861 e 2011                               |
|                                                                                   |
| Fonte: Istituto Nazionale di Statistica (ISTAT) - Elaboração gráfica da Wikipedia |